# Kochanowice (gmina)
Kochanowice – gmina wiejska w Polsce położona w województwie śląskim, w powiecie lublinieckim. W latach 1975–1998 gmina administracyjnie należała do województwa częstochowskiego.
Siedziba gminy to Kochanowice.
Według danych z 31 grudnia 2012 gminę zamieszkiwało 6850 osób. Natomiast według danych z 31 grudnia 2019 roku gminę zamieszkiwało 6938 osób.

## Struktura powierzchni
Według danych z 1 stycznia 2013 gmina Kochanowice zajmuje obszar 80,02 km². Powierzchnia gminy obejmuje:
- użytki rolne: 49,46%
- użytki leśne: 43%[5].

Gmina stanowi 9,7% powierzchni powiatu.

## Demografia

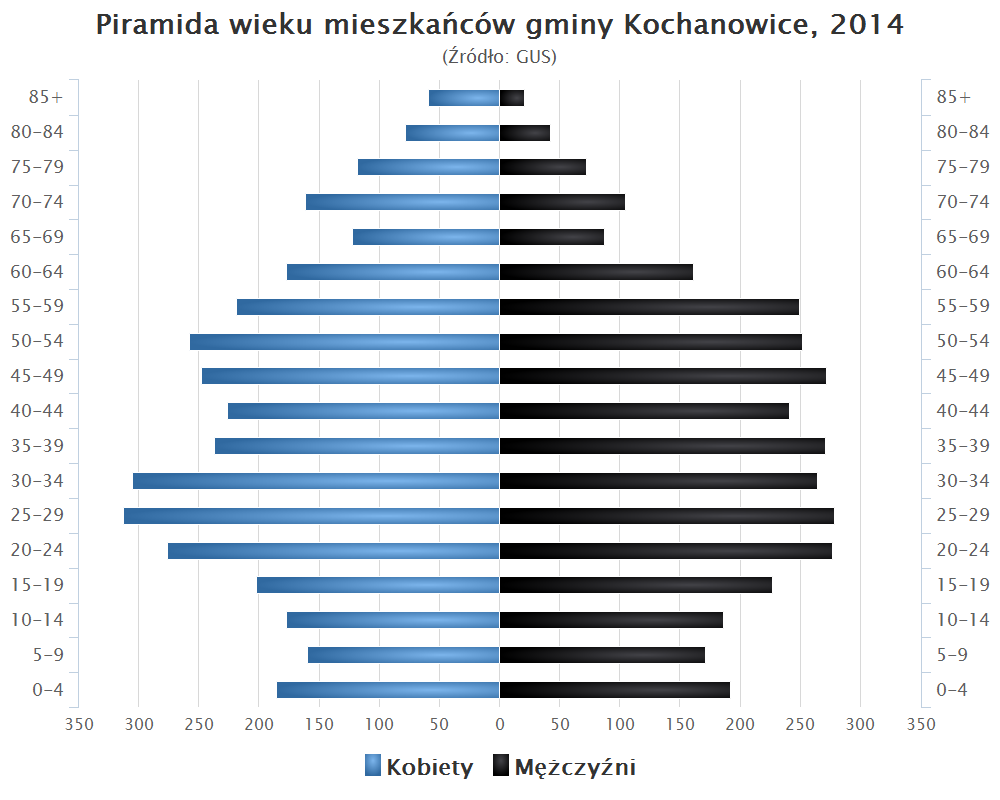
Piramida wieku mieszkańców gminy Kochanowice w 2014 roku

Dane z 31 grudnia 2012:
| Opis                              | Ogółem | Ogółem | Kobiety | Kobiety | Mężczyźni | Mężczyźni |
| --------------------------------- | ------ | ------ | ------- | ------- | --------- | --------- |
| jednostka                         | osób   | %      | osób    | %       | osób      | %         |
| populacja                         | 6850   | 100    | 3514    | 51,3    | 3336      | 48,7      |
| gęstość zaludnienia (mieszk./km²) | 85,6   | 85,6   | 43,9    | 43,9    | 41,7      | 41,7      |

## Sołectwa
Kochanowice, Droniowice, Harbułtowice, Jawornica, Kochcice, Lubecko, Lubockie-Ostrów, Pawełki.
Miejscowości bez statusu sołectwa: Gajówka Kochcice, Swaciok, Szklarnia, Śródlesie.

## Sąsiednie gminy
Ciasna, Herby, Koszęcin, Lubliniec, Pawonków